# 中华人民共和国外交部外事管理司
中华人民共和国外交部外事管理司（英語：Department of Foreign Affairs Management of the Ministry of Foreign Affairs of the People's Republic of China），简称外交部外管司，是中华人民共和国外交部直接领导的工作机关。

## 工作职能
外交部外事管理司主要按照国务院和外交部给其确定的工作范围，负责办理以下各项工作：
- 拟订有关外事管理法规草案；
- 审核地方和国务院各部门、中央企业的重要外事规定和报国务院的重要外事请示；
- 协调地方和国务院各部门外事工作；
- 会同有关部门研究提出对重大外事违规违纪事件的处理建议。

## 历任司长
- 刘宝莱（2000－2002）
- 吴正龙（2002－2005）
- 陈育明（2005－2010）
- 林松添（2010－2014.06）[3]
- 廖力强（2014.11－2019）[4]
- 王同庆（2019.08－2022.05）[4]
- 陈立（2022.05－2024.10）[5]
- 肖晗（2024.10－）[6]